# Saint-Amand-en-Puisaye
Saint-Amand-en-Puisaye település Franciaországban, Nièvre megyében. Lakosainak száma 1211 fő (2022. január 1.). Saint-Amand-en-Puisaye Saint-Fargeau, Saint-Vérain, Lavau, Moutiers-en-Puisaye, Arquian, Bitry, Dampierre-sous-Bouhy és Treigny-Perreuse-Sainte-Colombe községekkel határos.

## Népesség
A település népessége az elmúlt években az alábbi módon változott:
| Lakosok száma | 1278 | 1297 | 1307 | 1258 | 1233 | 1225 | 1223 | 1218 | 1211 |
|               | 2013 | 2015 | 2016 | 2017 | 2018 | 2019 | 2020 | 2021 | 2022 |